# Сант-Агата-ді-Мілітелло
Сант-Агата-ді-Мілітелло, Сант'Аґата-ді-Мілітелло (італ. Sant'Agata di Militello, сиц. Sant'Àita di Militieddu) — муніципалітет в Італії, у регіоні Сицилія, метрополійне місто Мессіна.
Сант-Агата-ді-Мілітелло розташований на відстані близько 470 км на південний схід від Рима, 115 км на схід від Палермо, 85 км на захід від Мессіни.
Населення — 12 745 осіб (2014).
Покровитель — San Giuseppe.

## Демографія
Населення за роками:

Станом на 1 січня 2023 року в муніципалітеті офіційно проживало 379 іноземців з 32 країн, серед них 144 громадяни країн Євросоюзу та 13 громадян України.

## Сусідні муніципалітети
- Аккуедольчі
- Мілітелло-Розмарино
- Сан-Фрателло
- Торренова